# Disney's Hollywood Studios
Disney's Hollywood Studios öppnades den 1 maj 1989, och blev därmed den tredje parken att byggas på Walt Disney World Resort. Parkens area är ungefär 546000m².

## Tema
Parkens tema är "Show Business", och ägs av Walt Disney Company.

### Ikonen
Disney's Hollywood Studios ikon är "The Sorcerer's Hat". (Trollkarlens hatt)

## Namnet
Från början hette parken Disney-MGM Studios, men i januari 2008 döptes parken om till Disney's Hollywood Studios. 
2010 hade parken ungefär 9,6 miljoner gäster, och blev då den femte mest besökta nöjesparken i världen, och den åttonde mest besökta nöjesparken i världen.

## Årliga evenemang
Disney's Hollywoos Studios leder ett antal evenemang om året, som ofta lockar tusentals besökare till parken.

### ESPN The Weekend
(vintern) På detta evenemang dyker sport-kommentatorer från ESPN och sport-stjärnor upp i parken.

### Star Wars Weekends
(maj-juni) På dessa evenemang samlas Star Wars-fans i parken för speciella aktiviteter. På fredagar till söndagar när dessa evenemang pågår, så genomför "501st Legion", som är en Star Wars-klubb, parader.